# 44 Ceti
44 Ceti, eller AV Ceti, är en pulserande variabel av Delta Scuti-typ (DSCTC) i stjärnbilden Valfisken.
44 Ceti varierar mellan visuell magnitud +6,2 och 6,22 med en period av 0,07 dygn eller 101 minuter. Den befinner sig på ett avstånd av ungefär 220 ljusår.